# Грамментін
Грамментін (нім. Grammentin) — громада в Німеччині, розташована в землі Мекленбург-Передня Померанія. Входить до складу району Мекленбургіше-Зенплатте. Складова частина об'єднання громад Штафенгаген.
Площа — 17,21 км2. Населення становить 246 ос. (станом на 31 грудня 2020).